# Al-Najjada
al-Najjada est une organisation de jeunesse paramilitaire arabe créée en Palestine mandataire en 1945 par l'avocat Muhammad Nimr al-Harawi (en).
L'organisation connut un vif succès dans la plaine côtière, principalement à Jaffa et Haïfa. Elle compta quelques milliers de membres. Son activité principale consista à parader en uniforme dans les principales villes arabes de Palestine mandataire avec la guerre de 1948.